# Tennistoernooi van Miami 1990
|                                       |  |                                     |
| Monica Seles, winnares bij de vrouwen |  | Andre Agassi, winnaar bij de mannen |

Het tennistoernooi van Miami van 1990 werd vrijdag 16 maart tot en met zondag 25 maart 1990 gespeeld op de hardcourtbanen van het Crandon Park in Key Biscayne, nabij de Amerikaanse stad Miami. De officiële naam van het toernooi was Lipton Championships.
Het toernooi bestond uit twee delen:
- WTA-toernooi van Miami 1990, het toernooi voor de vrouwen, dat werd gespeeld in hun hoogste categorie: WTA Tier I
- ATP-toernooi van Miami 1990, het toernooi voor de mannen, dat werd gespeeld in hun hoogste categorie: ATP Mercedes-Benz Super 9

ATP-toernooi van Miami‎ – WTA-toernooi van Miami‎

1985 · 1986 · 1987 · 1988 · 1989 · 1990 · 1991 · 1992 · 1993 · 1994 · 1995 · 1996 · 1997 · 1998 · 1999 · 2000 · 2001 · 2002 · 2003 · 2004 · 2005 · 2006 · 2007 · 2008 · 2009 · 2010 · 2011 · 2012 · 2013 · 2014 · 2015 · 2016 · 2017 · 2018 · 2019 · 2020 · 2021 · 2022 · 2023 · 2024 · 2025